# ارواح گمشده (فیلم ۲۰۰۰)
ارواح گمشده (به انگلیسی: Lost Souls) فیلمی محصول سال ۲۰۰۰ و به کارگردانی یانوش کامینسکی است. در این فیلم بازیگرانی همچون وینونا رایدر، بن چاپلین، فیلیپ بیکر هال، الیاس کوتیاس، سارا واینتر، جان هرت، دبلیو ارل براون، جان بیسلی، جان دیهل و آنا گان ایفای نقش کرده‌اند.